# Дэли (одежда)

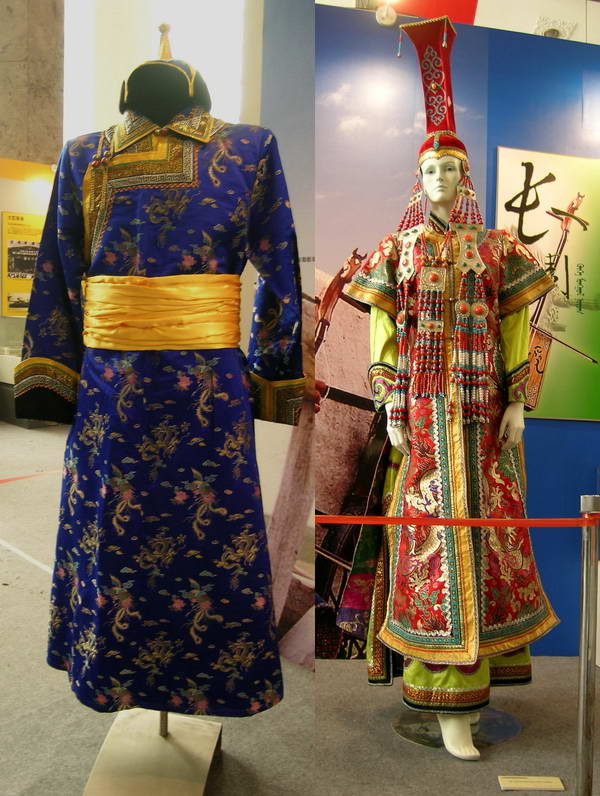
Средневековые одежды

Дэ́ли, дэгэл (монг. дээл) — традиционная одежда монгольских и тюркских народов Центральной Азии; обычно делается из хлопка, шёлка или парчи.

## Описание
Дэгэл представляет собой длинный халат или кафтан, доходящий до колен, со стоячим воротом; фасон дэгэл одинаков как для мужчин, так и для женщин; однако, иногда у мужских дэгэл наблюдаются более широкие рукава. Две полы дэгэл запахиваются левая на правую. 5 — 6 застёжек располагаются следующим образом: одна подмышкой, три у плеча, остальные у воротника.
Дэгэл обычно носится с широким шёлковым поясом, многократно оборачиваемым вокруг тела. Пояс служил как для дополнительного утепления, так и для хранения вещей, так как пространство между поясом и дэгэл образовывало достаточно вместительный карман (карманов как таковых на дэгэл не предусмотрено). Мужчины обычно завязывают пояс несколько слабее, чем женщины. Пояс дэгэла, наряду с шапкой, считался одним из показателей благосостояния носящего.
Ношение дэгэл до сих пор распространено в сельской местности; в городах носится в основном старшим поколением или по случаю традиционных праздников. Дэгэл для торжественных случаев выполняются из сравнительно более дорогих материалов.

## Региональные типы
Различия в фасоне дэгэла, разнящемся у различных монгольских народов и родов, заключаются главным образом в оформлении: так, отворот дэгэла у халхасов скруглённый, в то время как у бурят — в форме угла. Иные разновидности встречаются у чахаров, узумчинов и торгоутов. Существуют дэгэл для свадьбы, для праздников, для повседневного ношения: торжественные шьются из шёлка, обыденные — из хлопка и других недорогих материалов. В настоящее время женские и мужские дэгэл практически ничем не отличаются. Зимние дэгэл имеют несколько слоёв ткани, и они длиннее летних.